# Call Out My Name
Call Out My Name is een nummer van de Canadese zanger The Weeknd uit 2018. Het is de enige single van zijn EP My Dear Melancholy.
In de tekst worstelt The Weeknd met het loslaten van een vroegere relatie. Hij heeft zijn voormalige geliefde nog steeds nodig, hoewel hij vermoedt dat hij gewoon "een andere pitspot" voor haar was. The Weeknd had tussen januari en oktober 2017 een relatie met Selena Gomez. Zijn fans vermoeden dat het nummer gaat over de breuk tussen hem en Gomez. "Call Out My Name" werd een wereldwijde hit, en bereikte bijvoorbeeld de nummer 1-positie in The Weeknds thuisland Canada. In het Nederlandse taalgebied was het succes iets bescheidener; met een 30e positie in de Nederlandse Top 40 en een 31e positie in de Vlaamse Ultratop 50.